# Lodž
Lodž (polsky Łódź – výslovnost  ['wut͡ɕ]IPA, německy Lodz nebo Lodsch, 1940–1945: Litzmannstadt) je město i okres v centrální části Polska. V Lodži žije přibližně 671 tisíc obyvatel a bylo tak třetím největším polským městem po Varšavě a Krakově. Od roku 1999 je hlavním městem Lodžského vojvodství. Katastrální území Lodži zaujímá 294 km². Město leží v nadmořské výšce 164–284 m n. m., 130 km jihozápadně od Varšavy. Je průmyslovým centrem Polska a důležitým místem kinematografie, ve kterém se vyrábí nejvíce polských celovečerních filmů.
Slovo łódź znamená v polštině loď nebo člun, avšak název je nejasného původu. Městské motto Ex navicula navis („z loďky loď“) odkazuje k závratnému růstu města v 19. století, kdy bylo jedním ze světových center textilního průmyslu a koexistovali zde Poláci, Židé, Němci a Rusové i jejich odlišná náboženství, což vtisklo Lodži charakter odlišný od jiných polských měst. Dnes je Lodž známa také jako sídlo státní filmové školy.

## Historie
Město se poprvé písemně připomíná v roce 1332 pod názvem Łodzia. Roku 1423 udělil polský král Vladislav II. Jagello Lodži městská práva podle vzoru Magdeburského práva. V roce 1661 bylo postiženo velkým požárem a následně morem.
Při druhém dělení Polska v roce 1793 se stalo součástí Pruska. Kolem roku 1800 zde žilo pouze 190 lidí. Po uzavření Tylžského míru v červenci 1807 patřilo do Varšavského knížectví. Od roku 1815 v rámci Kongresového Polska bylo pod nadvládou Ruska. V té době zažilo město největší růst především díky textilnímu průmyslu. S rozvojem textilního průmyslu je spjat Ludwig Geyer a dále tří průmyslníci, kteří bývají také označování jako králové bavlny. Byli to Ludwik Grohman, Karol Wilhelm Scheibler a Izrael Poznański, jejichž sochy stojí na Piotrkowské ulici. Usazovali se zde přistěhovalci z Německa, Čech i jiných zemí Evropy. V roce 1839 bylo 78 % obyvatel Němci. 

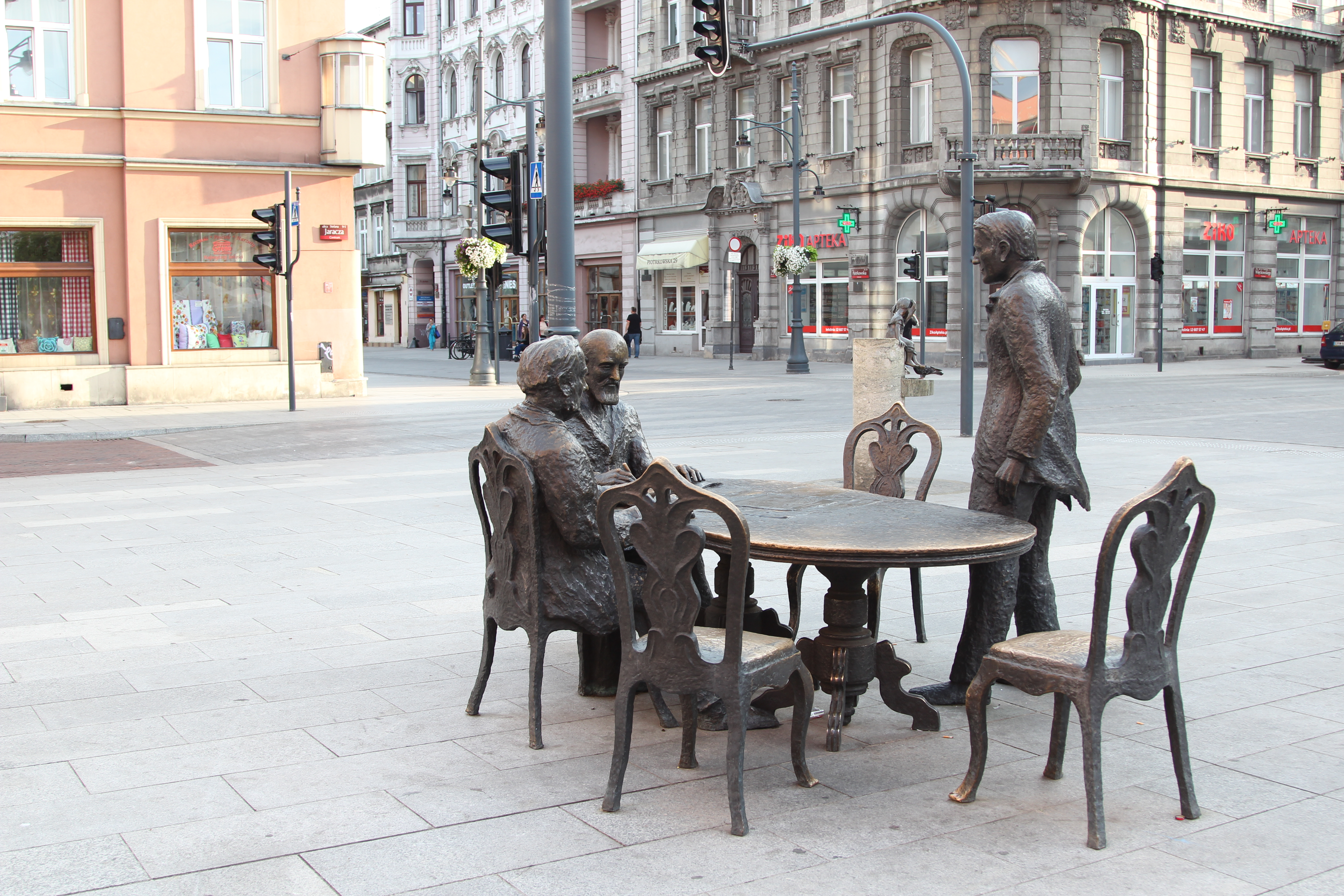
Ludwik Grohman, Karl Wilhelm Scheibler, Izrael Poznanski na Piotrkowské ulici

Postupně se Lodž stala největším textilním centrem ruského Polska a Ruského impéria. Od roku 1848 sem začali přicházet ve velké míře Židé, mnoho místních řemeslníků přicházelo ze Slezska. Železniční spojení s Varšavou a Vídní získalo město v roce 1865. Počet obyvatel stoupl na více než 100 000. V roce 1882 byla postavena první synagoga a o dva roky později pravoslavná katedrála Alexandra Něvského. Roku 1892 docházelo ke stávkám a k násilným střetům obyvatel s ruskou armádou, při kterých 23. června zemřelo 164 lidí. V stejném roce byl založen největší židovský hřbitov v Evropě. Podle sčítání obyvatel roku 1897 bylo 40 % obyvatel Němců a 31 % Židů. V té době byla Lodž druhým nejlidnatějším polským městem po Varšavě a pátým v celé ruské říši.. Díky výraznému rozvoji města v souvislosti s textilním průmyslem se městu začalo přezdívat polský Manchester. V roce 1904 bylo ve městě 546 továren, ve kterých pracovalo přes 70 000 dělníků převážně v textilním průmyslu.
Od 11. listopadu do 5. prosince 1914 probíhala u města velká bitva mezi německou a ruskou armádou, ve které zvítězila německá strana pod vedením generála Karla Litzmanna a město se dostalo do německé správy. Po válce se z města velká část Němců musela vystěhovat a počet obyvatel klesl o 40 %. V roce 1922 se Lodž stala hlavním městem Lodžského vojvodství. Hospodářský růst však velmi slábl vzhledem ke ztrátě odbytišť v Rusku po Říjnové revoluci a v Německu při hospodářské krizi ve 30. letech. 13. září 1925 bylo na kraji města otevřeno letiště Liblinek.
V roce 1939 žilo ve městě více než 200 000 Židů. Po přepadení Polska Německem hájil město před německou armádou generál Juliusz Rómmel. Němci 8. září 1939 město obsadili a 11. dubna 1940 přejmenovali na Litzmannstadt po německém generálovi Karlu Litzmannovi (1850–1936). Nacistické orgány vytvořily lodžské ghetto pro 200 000 Židů. Okolo města vzniklo několik koncentračních a vyhlazovacích táborů, do kterých byli přiváženi obyvatelé jiných národností. Od 16. října do 3. listopadu 1941 sem bylo deportováno asi 5 000 Židů z Protektorátu Čechy a Morava. Z českých Židů se konce války dožilo 277 osob. V menším koncentračním táboře, určeném pro děti od dvou let, zahynulo od roku 1942 kolem 500 dětí. Vzhledem k důležitosti práce obyvatel ghetta pro německou armádu bylo toto ghetto zničeno v srpnu 1944 jako poslední z velkých ghett v Polsku. Přežilo jen 880 lidí. Osud ghetta zachytil ve svém románu Chudí v Lodži švédský spisovatel Steve Sem-Sandberg nebo František Kafka v románu Krutá léta. Hlavou ghetta byl Mordechaj Chaim Rumkowski.
V lednu 1945 většina německých obyvatel uprchla před blížící se Rudou armádou. Přestože ve městě nebylo mnoho škod po bombardování a osvobozovacích bojích, těžce utrpěla jeho infrastruktura po přepravě strojů a továren do Německa před koncem války. Židovských obyvatel zemřelo kolem 233 000, město a okolí ztratilo asi 420 000 obyvatel, z toho okolo 120 000 Poláků. Rudá armáda město osvobodila 19. ledna 1945. Němci ustoupili velmi rychle, takže město nebylo vážněji poškozeno. Proto až do roku 1948 zde sídlila polská vláda, která se nemohla usadit ve zničené Varšavě. Město mělo asi 300 000 obyvatel a brzy sem přicházeli další lidé z Varšavy a území anektovaného Sovětským svazem. Město se postupně stalo opět významným průmyslovým centrem.

## Kultura

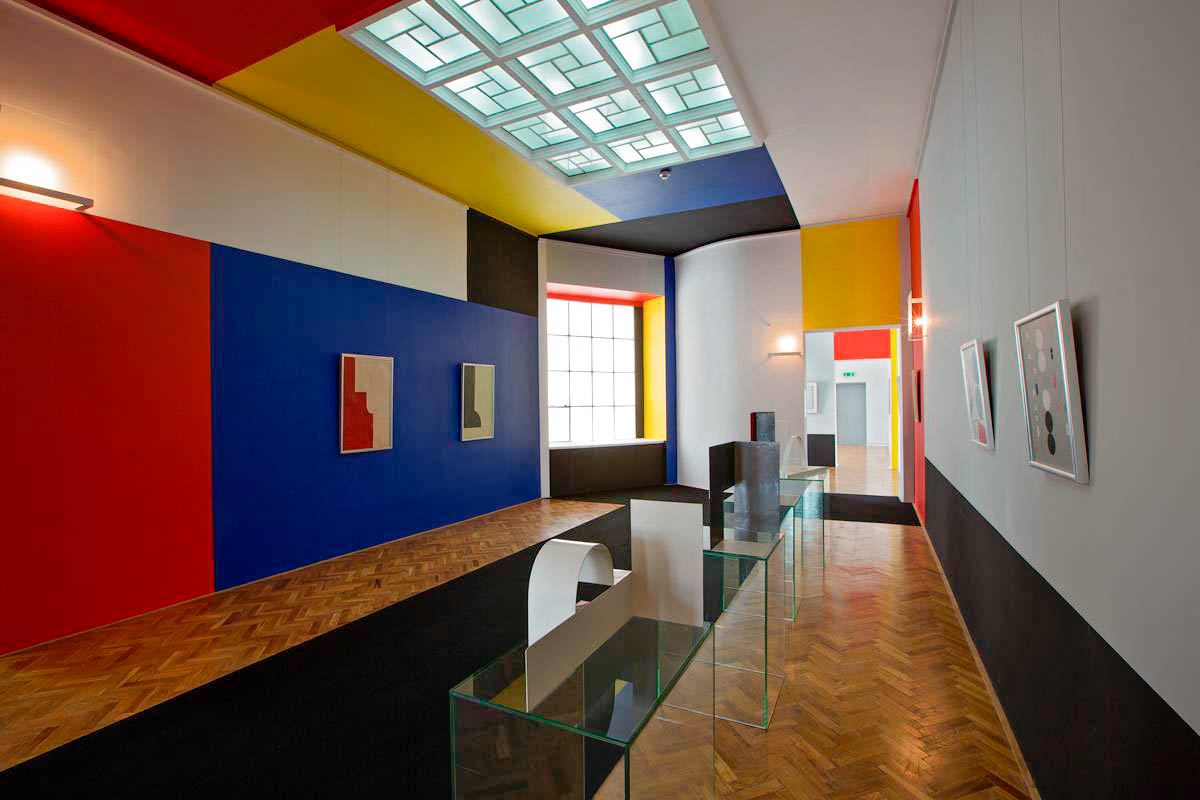
Muzeum moderního umění ms¹ v Lodži

Ve městě je řada muzeí, několik divadel, filharmonie. Z muzeí zejména vyniká Muzeum moderního umění – s jedinečnou sbírkou moderního umění shromážděnou od 30. let minulého století, dále Muzeum dějin města Lodže, sídlící v někdejším novobarokním paláci průmyslníka Izraele Poznańského. Za pozornost stojí zejména Ústřední muzeum textilu – v historické budově Bílé továrny Ludwika Geyera. S textilem je historie města nerozlučně spjata, v muzeu se nachází také největší sbírkou uměleckých látek v Polsku. Dále je zde jediné muzeum kinematografie v Polsku, Muzeum animace působící ve filmovém studiu Se-ma-for, muzeum veřejné dopravy, a Archeologické a etnografické muzeum se zajímavou numismatickou sbírkou. Ve městě je rovněž pobočka muzea historie Lodže věnovaná obětem holocaustu během druhé světové války.

## Školství
V roce 1945 byla založena Polytechnika Lodžská, vysoká škola technického směru, která má v současné době několik fakult: chemickou, elektrotechniky, Eeektroniky, informatiky a automatizace, mechaniky, technologie textilních materiálů, biotechnologie, architektury a stavitelství, fyziky a užité matematiky. 
Ve městě funguje Státní filmová škola Lodž, kde začínali režiséři jako Andrzej Wajda, Roman Polański nebo Krzysztof Kieślowski. Od roku 2000 se každoročně koná filmový festival Camerimage. Město si zamiloval také režisér David Lynch, který zde natočil podstatnou část svého filmu Inland Empire. Obraz průmyslové Lodže na konci 19. století zachytil spisovatel Władysław Reymont v naturalistickém románu Zaslíbená země. Každoročně se tu koná Mezinárodní festival fotografie.

## Pamětihodnosti

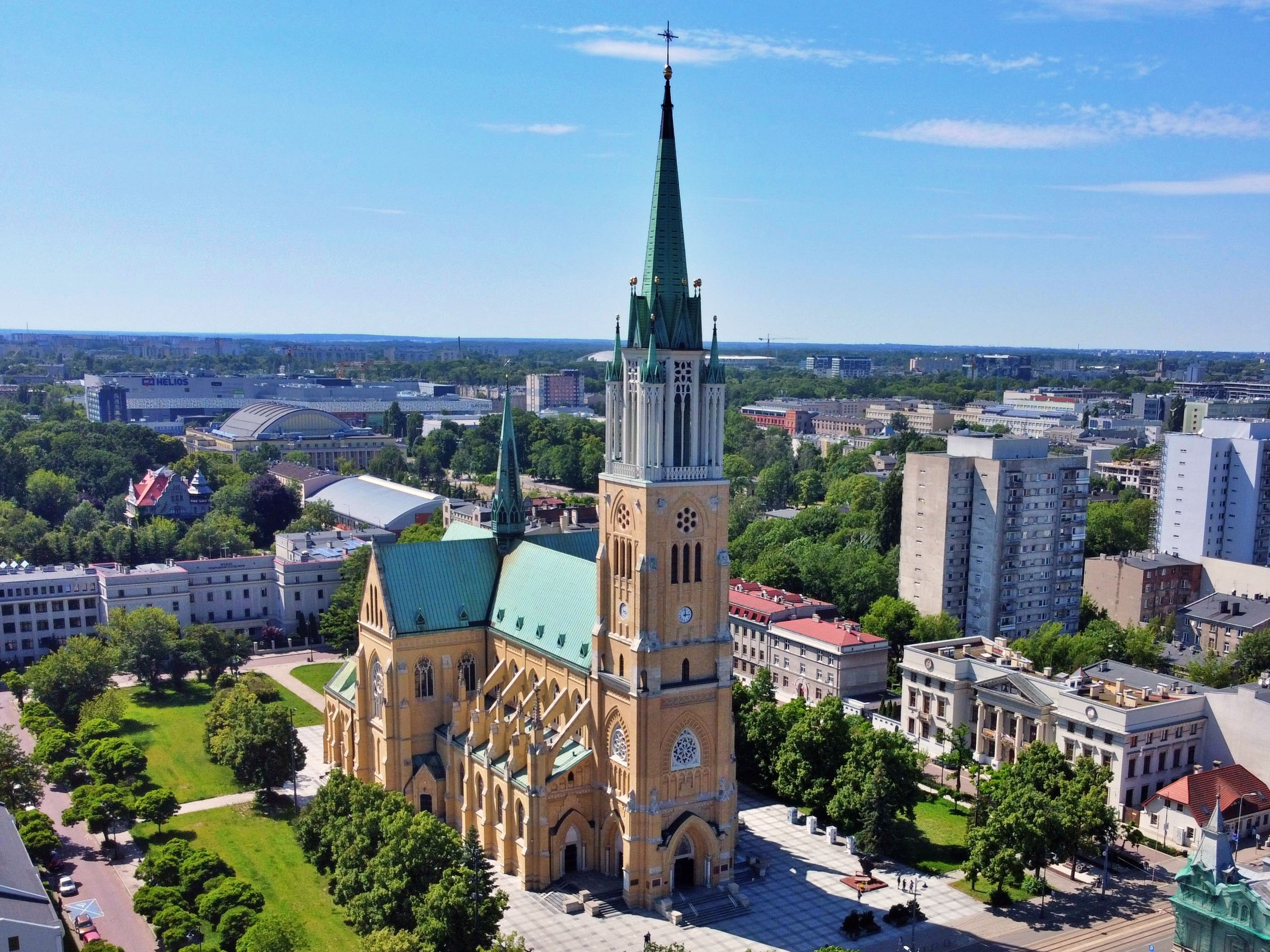
Katedrála v Lodži

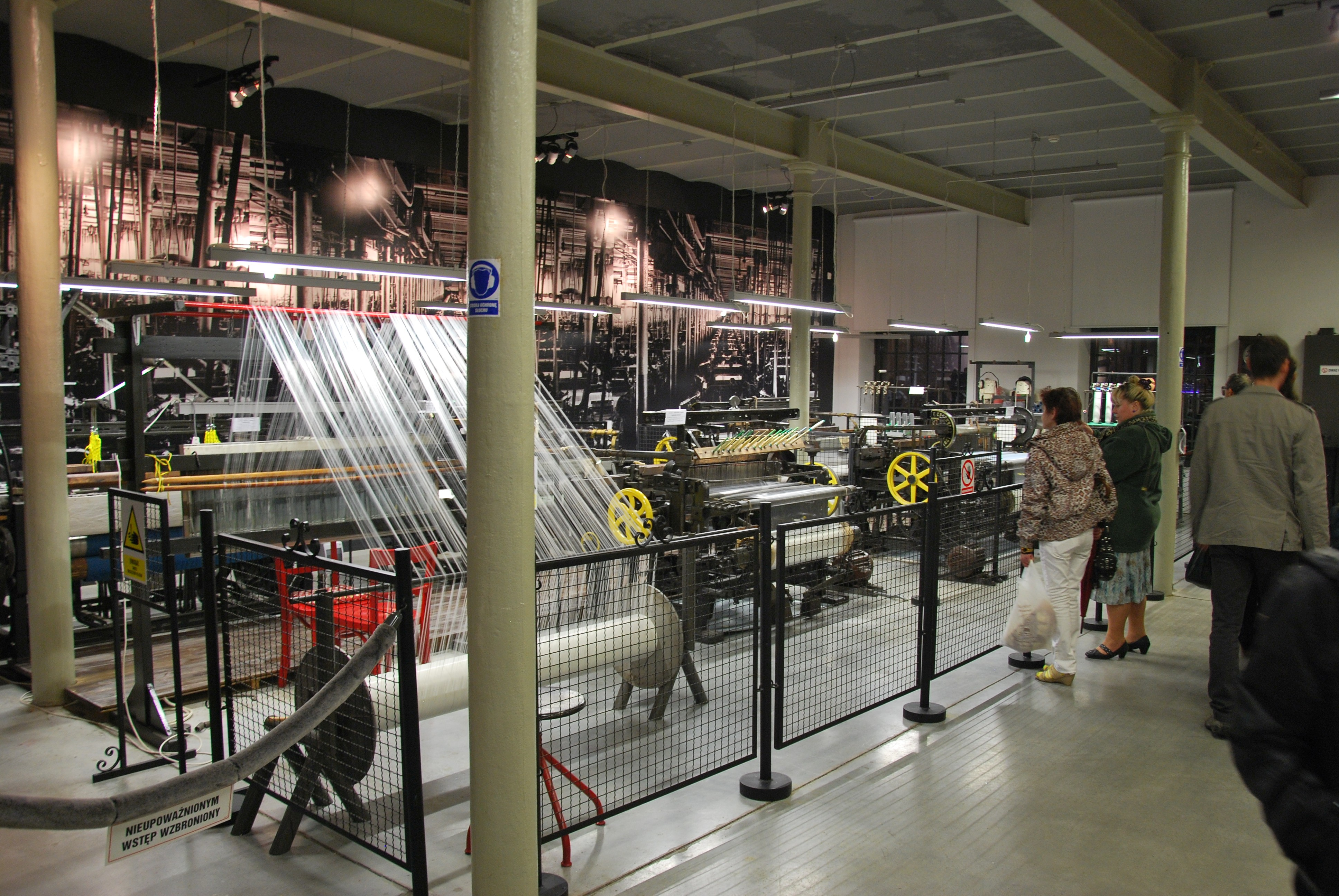
Muzeum textilního průmyslu

- Menša bazilika, katedrála sv. Stanislava Kostky z roku 1922.
- Protestantský kostel sv. Matouše z let 1909–1928 patří mezi největší církevní stavby ve městě. Průměr kopule je 17 m. Jsou v něm varhany.
- Pravoslavný kostel sv. Alexandra Něvského z roku 1884 byl postaven pro ruské obyvatelstvo Lodže.
- Velké divadlo z roku 1967 pro 1 300 diváků.
- Ulice Piotrkowska s délkou 4000 m vznikla v roce 1823 a dnes je turistickým místem s mnoha významnými budovami města.[6]
- Muzeum kinematografie z roku 1986, Muzeum textilního průmyslu, Muzeum archeologie a etnografie, Historické muzeum města, Muzeum umění a Muzeum uměleckých knih.
- Zoologická zahrada založená roku 1938 má na ploše 16,4 ha bizony, klokany, antilopy, slony a další zvířata.
- Botanická zahrada má přes 3 500 rostlin. Původně sloužila jako zahrada pro léčivé byliny, v roce 1973 byla podstatně rozšířena a zpřístupněna veřejnosti.
- Gutenbergův dům se nachází na Piotrkowské ulici a je zapsaný na seznamu historických památek.

## Hospodářství a doprava
Textilní průmysl, díky němuž Lodž tak rychle vyrostla, se zasloužil o rozvoj města. V roce 1800 zde žilo pouze 428 obyvatel, v roce 1915 zde již bylo 600 000 obyvatel. Na tom mají zásluhy mimo jiné i tři průmyslníci, kteří jsou nazývání králi bavlny, Ludwig Ferdynand Geyer (1805–1869), Karol Wilhelm Scheibler (1820–1869) a Izrael Poznaňský (1833–1900). Textilní průmysl postupně ztratil však na významu a továrny jsou opouštěny, případně přestavovány. Dnes se zde daří spíše novým technologiím. Své sídlo tu má například banka mBank.

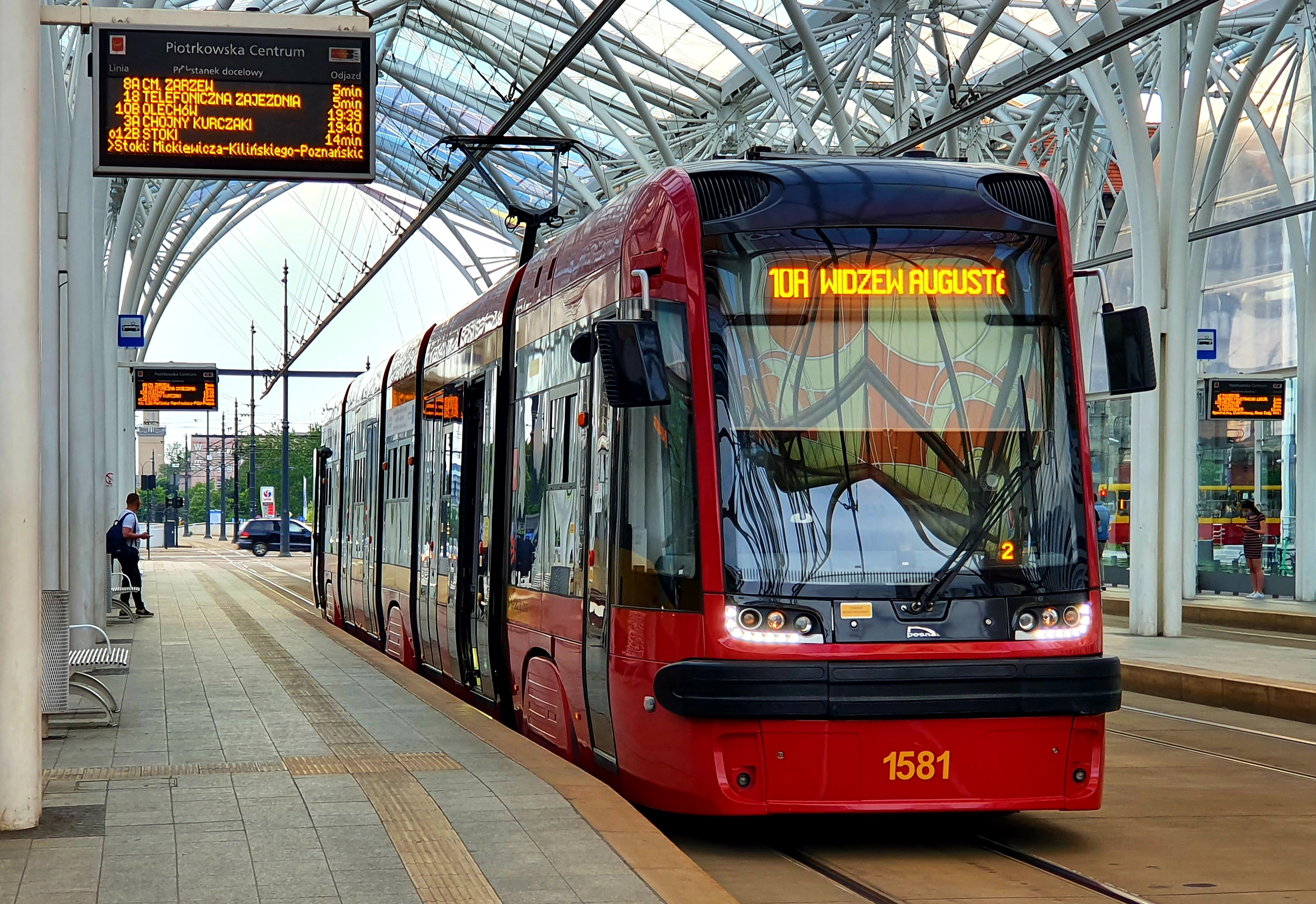
Tramvaj v Lodži

Lodž leží na křižovatce dálkových silnic č. 1 (severojižní, E75), A2 (východozápadní, E30), 14 a 72. Postupně má být vybudován dálniční obchvat. Je zde nevelké mezinárodní letiště, jemuž se však příliš nedaří konkurovat Varšavě.
Město má dvě hlavní nádraží: východně od centra leží Łódź Fabryczna, odkud jezdí především četné rychlíky do Varšavy a osobní vlaky do Skierniewic; vlaky do ostatních částí země (směr Kutno – severní Polsko, Sieradz – Poznaň/Wrocław a další) pak odjíždějí ze stanice Łódź Kaliska (podle města Kališ).
Městskou dopravu tvoří 75 autobusových linek (s poměrně moderním vozovým parkem) a 19 linek tramvají, které spojují Lodž s okolními městy Pabianice, Zgierz a Ozorków. Tramvajová linka 46 je s délkou 34 km nejdelší v Polsku. Lodžský tramvajový systém je v současnosti modernizován v rámci projektu Łódzki Tramwaj Regionalny.

## Sport
Ve městě sídlí fotbalové kluby Widzew a LKS.

## Trh práce v Lodži
Łódź je jedním z největších hospodářských center v Polsku. Hlavní město Lodžského vojvodství je dynamicky se rozvíjejícím průmyslovým, ale i obchodním a servisním centrem. Lodž se v posledních letech výrazně zaměřuje také na kulturu a cestovní ruch a projekty jsou často realizovány při zachování jedinečného rázu tohoto města. Lodž a v širším měřítku lodžská aglomerace je hospodářsky nejrozvinutější oblastí středního Polska, což se projevuje velkým počtem pracovních míst a relativně nízkou mírou nezaměstnanosti. Zřetelné rozdíly však existují i v rámci regionu Lodž. Nejnižší míra nezaměstnanosti byla zaznamenána např. v okrese Rawa - 2,9 % a nejvyšší v okrese Kutno - 7,9 %. Pro srovnání je vhodné dodat, že v červenci 2024 je míra nezaměstnanosti vypočtená pro Polsko 5,0 %. Pracovní místa v Lodži generují mimo jiné četné průmyslové závody a společnosti poskytující služby. V červenci 2024 působilo v Lodži (subregion o velikosti okresu) (zdroj: REGON) až 105 180 subjektů národního hospodářství, z toho až 24 zaměstnávajících nejméně tisíc lidí a dalších 85 s 250–999 zaměstnanci. . Téměř každá desátá ze všech obchodních jednotek v Lodži je průmyslový závod a každá pátá obchodní společnost nebo opravna vozidel. Dále zde působí řada subjektů provozujících odbornou, vědeckou a technickou činnost a stavební firmy.

## Rodáci
- Jadwiga Barańska – polská herečka a scenáristka
- Jurek Becker – (východo)německý spisovatel
- Marek Belka – polský ekonom a politik
- Kazimierz Brandys – polský spisovatel
- Karl Dedecius – německý spisovatel a překladatel polské literatury
- Šlomo Erell (1920–2018), generálmajor izraelských obranných sil
- Aharon Kacir – židovský chemik
- Jan Karski (Kozielewski) – právník, diplomat, profesor georgetownské univerzity, odbojář za druhé světové války
- Paul Klecki – švýcarský dirigent
- Jerzy Kosiński – americko-židovský spisovatel
- Daniel Libeskind – americko-židovský architekt
- Stanisław Mikulski – polský herec, známý z role kapitána Klosse
- O.S.T.R. – polský rapper
- Roman Polański – polsko-francouzský filmový režisér
- Izrael Poznański – židovský průmyslník a filantrop
- Leo Rosten – americko-židovský humorista a pedagog
- Andrzej Sapkowski – polský spisovatel fantasy
- Marian Spychalski – maršál a ministr v době PLR
- Julian Tuwim – polsko-židovský meziválečný básník
- Arthur Rubinstein – polsko-americký klavírní virtuóz
- Moše Cvi Nerija – izraelský politik

## Vývoj počtu obyvatel

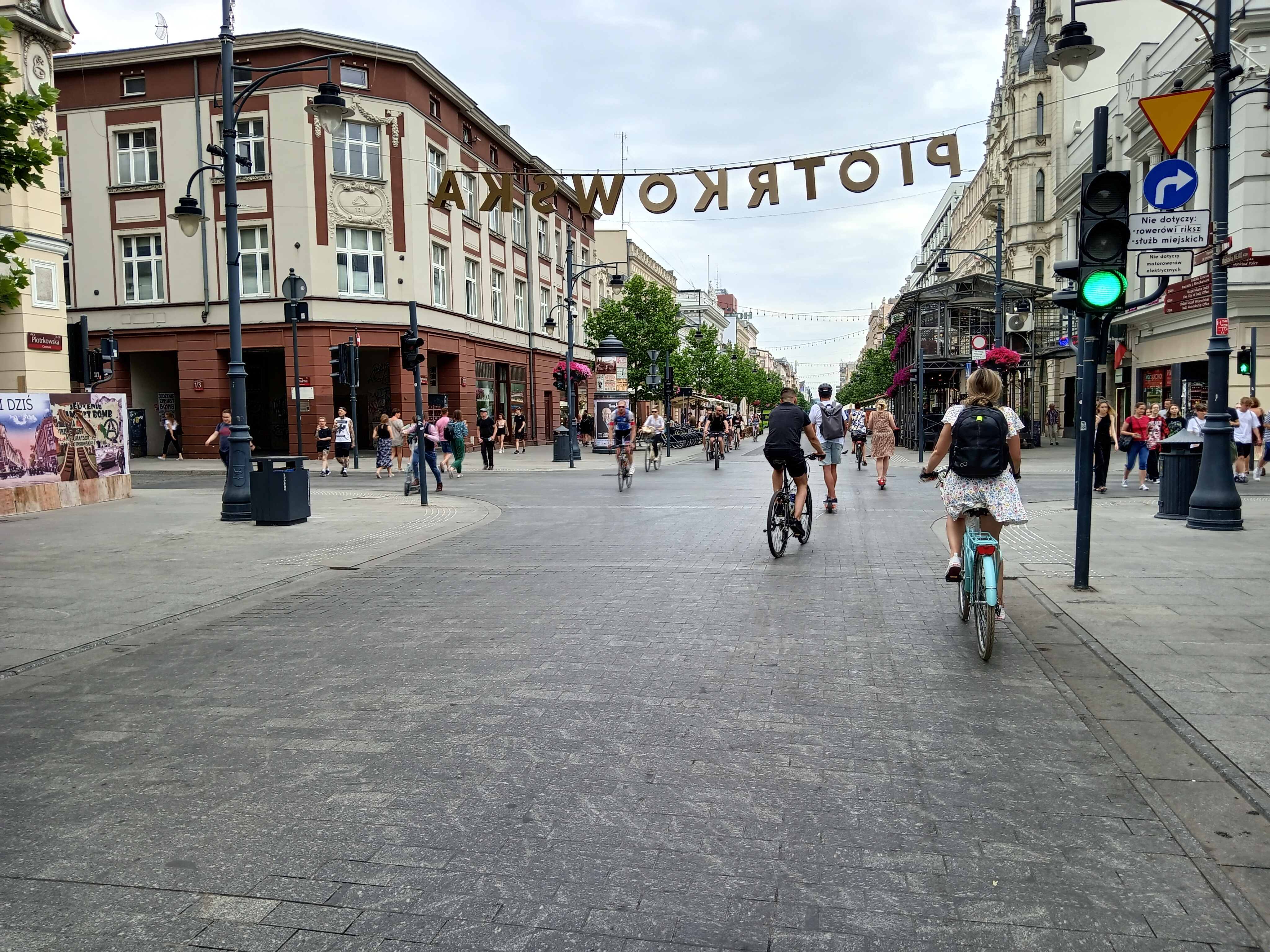
Piotrkowska, nejživější ulice města

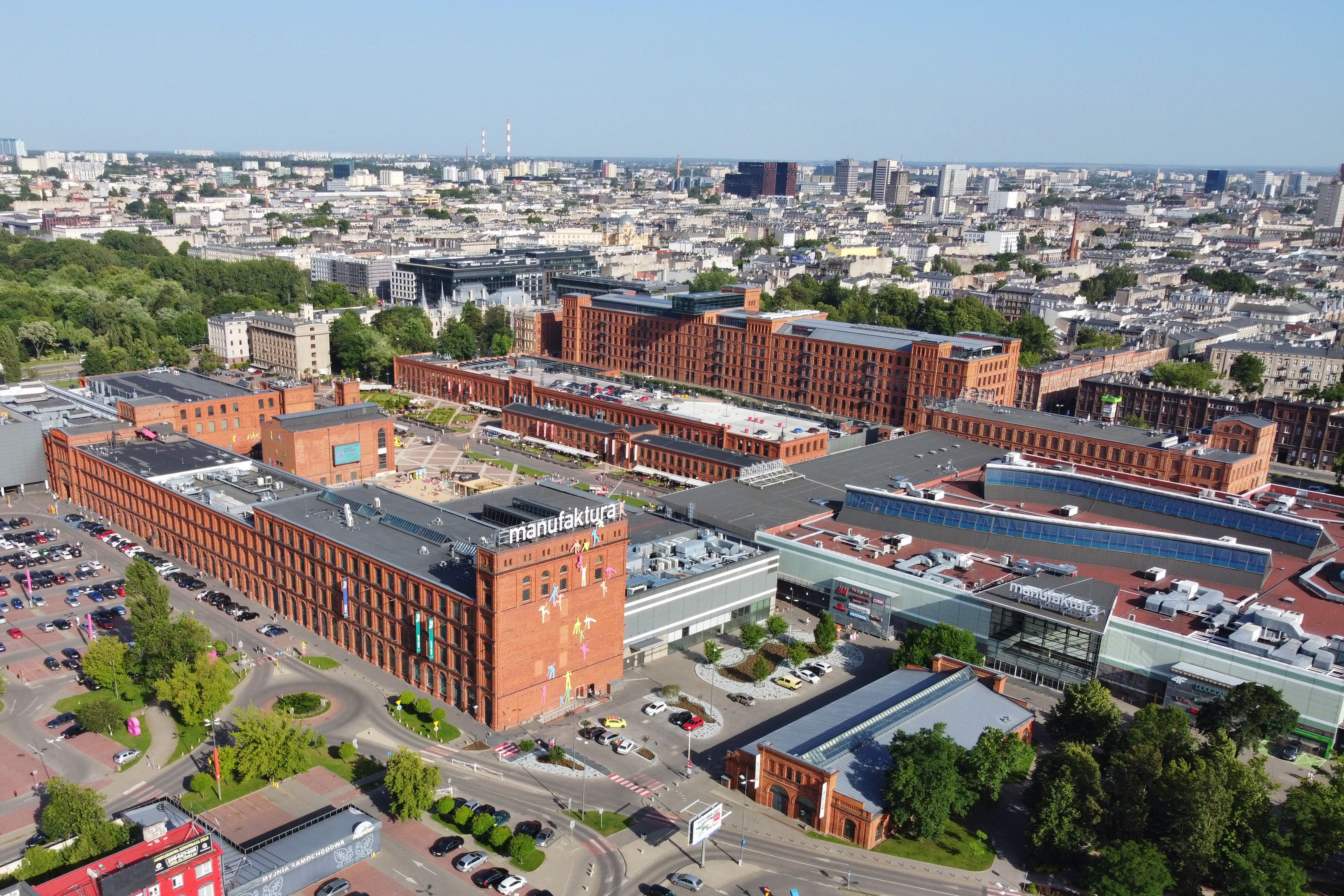
Manufaktura, továrna přestavěná na obchodní centrum

| Rok  | Obyvatel | Rok  | Obyvatel |
| ---- | -------- | ---- | -------- |
| 1790 | 190      | 1925 | 538 600  |
| 1799 | 369      | 1939 | 672 000  |
| 1806 | 767      | 1945 | 300 000  |
| 1831 | 4 717    | 1951 | 646 000  |
| 1840 | 20 150   | 1990 | 851 700  |
| 1844 | 14 028   | 2000 | 793 200  |
| 1850 | 15 764   | 2002 | 785 100  |
| 1865 | 40 000   | 2004 | 774 000  |
| 1872 | 50 000   | 2006 | 760 251  |
| 1880 | 77 600   | 2008 | 753 192  |
| 1894 | 168 513  | 2010 | 730 633  |
| 1905 | 343 944  | 2015 | 700 982  |
| 1913 | 477 862  | 2018 | 687 702  |

## Doprava
- Tramvajová doprava v Lodži
- Łódź Fabryczna, Łódź Kaliska, Łódź Widzew

## Partnerská města
- Barreiro, Portugalsko (1996)
- Ivanovo, Rusko (1992)
- Kaliningrad, Rusko (1992)
- Lyon, Francie (1991)
- Minsk, Bělorusko (1993)
- Murcia, Španělsko (1999)
- Oděsa, Ukrajina (1993)
- Örebro, Švédsko (2001)
- Puebla, Mexiko (1997)
- Rustavi, Gruzie (1995)
- Saská Kamenice, Německo (1981)
- Stuttgart, Německo (1988)
- Tampere, Finsko (1957)
- Tel Aviv, Izrael (1994)
- Tchien-ťin, Čína (1994)
- Vilnius, Litva (1991)